# Пирютино (Ярославская область)
Пирютино — деревня в Даниловском районе Ярославской области. Входит в состав Дмитриевского сельского поселения.

## География
Находится в северо-восточной части Ярославской области на расстоянии приблизительно 19 км на юг-юго-восток по прямой от железнодорожного вокзала города Данилова, административного центра района.

## История
Деревня была отмечена еще на карте 1798 года.

## Население
Численность населения: 5 человек (русские 100 %) в 2002 году, 7 в 2010.